# Prospect Gap
Das Prospect Gap ist ein Gebirgspass an der Ingrid-Christensen-Küste des ostantarktischen Prinzessin-Elisabeth-Lands. In den Vestfoldbergen liegt er 0,7 km südwestlich des Collerson Lake auf der Breidnes-Halbinsel. Dieser Hohlweg gehört zur Überlandroute von der Davis-Station zu den Ellis Rapids und ermöglicht dabei einen ersten Ausblick (englisch prospect) über den Ellis-Fjord, die Ellis Rapids und die Mule-Halbinsel.
Das Antarctic Names Committee of Australia benannte ihn 1973.